# راجکومار رائو
راجکومار رائو (انگلیسی: Rajkummar Rao) بازیگر اهل کشور هند است.
وی بازیگر فیلم‌هایی همچون ملکه بوده است.

## فیلم‌شناسی
فهرست برخی از فیلم‌هایی که راجکومار رائو در آن‌ها به ایفای نقش پرداخته است:
- ملکه
- تلاش
- تخت روان دالی
- داستان ناقص ما
- فنی خان
- شاهید
- نیوتن
- این حسی است
- علیگر
- چیتاگونگ
- کای پو چی!
- به دام افتاده
- زن
- رابطه
- فلفل دلمه‌ای
- پرش
- دارودسته‌های واسیپور
- منچ
- او خواهرت خواهد بود
- شیرینی بریلی
- ما دوتا، دوتامون
- عشق سونیا
- دارودسته‌های واسیپور- قسمت دوم
- عروسیم حتما بیایی
- روحی
- تبریک گفتن
- جمعیت
- آقا و خانم ماهی
- سریکانت
- زن ۲